# 札幌市鐘樓
札幌市鐘樓，或以原文作札幌市時計台，是日本北海道札幌市的地標，亦是北海道少數保存至今的美式建築，為日本19世紀引入西方教育以及北海道開墾時期的象徵，現已列為重要文化財；位於札幌市中央區北1條2丁目，札幌市營地下鐵大通車站步行約5分鐘可到。與北海道廳舊紅磚廳舍同為札幌市中心的主要觀光景點。
其正式名稱是「舊札幌農學校演武場」，俗稱「札幌鐘樓」，或簡稱為「鐘樓」（時計台）。

## 概要
- 構造：木造兩層樓建築、及約五層樓高的鐘塔
- 高度：19.825公尺
- 樓層總面積：759.811平方公尺
- 時鐘：四面皆有指針，鐘盤直徑1.6公尺，每小時整點皆會報時。
- 開館時間：早上9點至下午5點
- 參觀費用：200日圓（中小學生免費）

以建築頂部的大時鐘為主要特徵，目前一樓作為展示室，進入參觀需收費，二樓為可租借之展示大廳，目前土地及建築均屬札幌市政府；過去曾經為札幌市立圖書館及許多政府機關所使用。

### 鐘樓
建築最初興建時並沒有設置時鐘，而是設置鐘樓，使用的是由日本工部省東京工廠製作的大鐘，由人工拉繩索敲鐘報時；但因為人為操作無法準確報時，並有敲鐘震盪所造成的不良影響，因此決定改用時鐘，並於1881年6月配合新購的時鐘重建鐘塔。
時鐘是由美國的霍華德公司（E. Howard and Co.）製作，當時稱為「打重錘振子式四面鐘」，整個時鐘的裝置佔用了鐘塔三樓以上的空間；目前時鐘內部的齒輪等主要零件仍使用製作當時的零件。
在札幌市政府接管鐘樓後，最初時鐘被當作廢棄物並沒有使用，直到1933年，札幌市的井上鐘錶店的店長井上清認為，市中心最顯眼的地方應該要有一個時鐘，因此免費提供裝備並重新調整時鐘恢復運作，此後鐘樓由井上清及兒子井上和雄進行維護。
在19世紀末，時鐘報時的聲音可傳至周圍4公里的範圍。

## 歷史
- 1878年10月16日：札幌農學校（現在的北海道大學）在校園內建立「演武場」，作為武藝練習場及室內體育館使用；原演武場位址位於現在鐘樓位置的北北東方約150公尺。[4]
- 1879年：由於開拓使札幌本廳舎遭燒毀，暫時借用演武場作為辦公場所。
- 1881年：設置鐘樓上現有的時鐘。[5]
- 1892年5月4日：札幌市發生大火，火勢一度接近演武場；事後由於札幌法院被燒毀，一度借用演武場作為法院。
- 1903年：札幌農業學校位於現址的新校舍完成，學校遷離原址；原有校區借給札幌區政府（現在的札幌市政府）使用，演武場則被作為禮堂使用。
- 1906年：演武場移交給札幌區，並將建築遷至現在的位置。
- 1907年5月10日：札幌發生火災，郵局遭到燒毀，演武場再度外借成為臨時郵局及電報局。
- 1911年：演武場成為北海道教育委員會辦公室及其所設立的圖書館。
- 1918年：北海道教育委員會解散，圖書館改由札幌區教育委員會接管。
- 1924年：部分改建。
- 1926年：札幌市取得演武場建築及土地產權。
- 1933年6月：進行三個月的整修，井上清開始對時鐘進行定期維修。[6]
- 1943年2月：成為日本軍方辦公場所。
- 1945年8月：成為北海道工商會議所及各種企業團體事務用場地。[7]。
- 1950年5月11日：圖書館改成為市立札幌圖書館。
- 1961年6月7日：被指定為札幌市文物財產，為札幌市第一個指定的文物財產。
- 1966年：圖書館遷出演武場。
- 1967年9月：以1,400萬日圓的經費進行四個月的整修。
- 1968年：札幌市建立100年，在二樓設置資料室。
- 1970年6月17日：被指定為國家重要文化遺產。
- 1976年7月：進行四個月的屋頂修理工程。
- 1976年12月18日：成為札幌歷史館，二樓成為展示室。
- 1978年1月25日：一層展示室完成。
- 1995年1月：開始長達45個月的修復工程。
- 1996年7月1日：被日本環境廳指定為「日本的一百個聲音景點」（日本の音風景百選）。
- 1998年9月30日：長達45個月的修復工程結束，於10月1日鐘樓重新開放並進行鐘樓建立120週年的慶祝活動。

## 現況

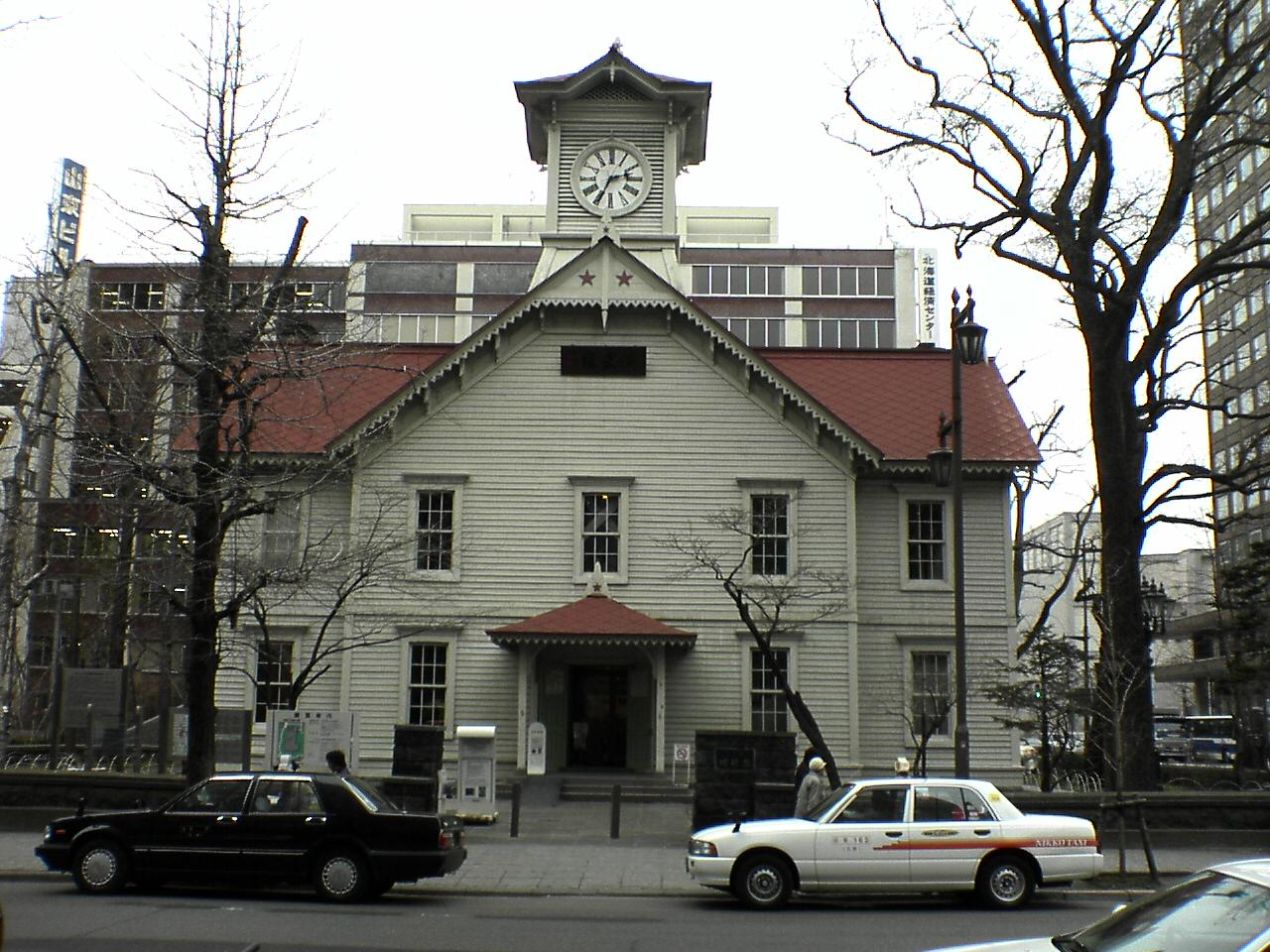
從正面看札幌市鐘樓，可見到部分四周環境。

由於位於札幌市中心，現在的札幌市鐘樓四周已被高樓建築及擁擠道路所圍繞。不過因為觀光客對北海道的印象往往是，可以見到許多自然風景，因此原本會以為鐘樓應是位於自然環境中，甚至是大片的草地中間。也因此，許多旅客在實際看到札幌市鐘樓後是大失所望，使得札幌市鐘樓被列為日本「三大失望名勝」之一。（其餘兩處是沖繩縣那霸市守禮門、高知縣高知市播磨屋橋）
目前札幌市內有小學錄製札幌市鐘樓的鐘聲作為校內鐘聲使用，札幌電視台在每天上午六至八點及下午四點也使用此鐘聲報時。

## 外部連結
- 札幌市時計台 （页面存档备份，存于）（公式サイト）
- 旧札幌農学校演武場（時計台）PDF（さっぽろの文化財） - 札幌市
- 札幌市時計台条例 （页面存档备份，存于） - 札幌市
- 维基共享资源上的相關多媒體資源：札幌市鐘樓